# Млинічна Вода
Млинічна Вода (словац. Mlyničná voda) — річка в Словаччині; права притока Б'єлого Вагу, протікає в округах Попрад і Ліптовський Мікулаш.
Довжина — 12.7 км.
Витікає в масиві Високі Татри на схилі гори Малий Крівань на висоті 1700 метрів. 
Протікає біля села Важец. Впадає у Б'єлий Ваг на висоті 783 метри. 